# Новгородская владычная летопись
Новгородская владычная летопись (НВЛ) — реконструируемая русская летопись, писавшаяся в XII—XIV веках при Новгородской владычной (архиепископской) кафедре.

## Источниковедение
В качестве одного или нескольких сводов под разными названиями реконструировалась А. А. Шахматовым, Д. С. Лихачёвым и другими исследователями преимущественно на основании старшего (Синодальный список) и младшего изводов (редакций) Новгородской первой летописи.

## Текстология
По мнению А. А. Шахматова и других исследователей, изучавших «Повесть временных лет», Новгородскую первую летопись и ряд других сводов, самый ранний новгородский летописный памятник был создан между 1039 и 1042 годами и представлял собой копию или сокращённую выборку одной из киевских летописей, возможно, Древнейшего свода. Эта новгородская летопись несистематически пополнялась до 1079 года.
Согласно реконструкции А. А. Гиппиуса и Т. В. Гимона, около 1093 года на основе новгородского летописания и киевского Начального свода был составлен Новгородский свод. В 1110-х годах последний был дополнен выписками из киевского летописания и записями новгородских событий конца XI — начала XII веков и создан свод Всеволода. С этого времени, как предполагается, погодные записи стали вестись регулярно.
До 1132 года летопись была княжеской, затем перешла в ведение Новгородской владычной кафедры, находящейся в новгородском Софийском соборе. Предположительно, во второй половине 1160-х годов Германом Воятой был составлен Новгородский владычный свод, продолженный им до 1188 года. После 1160-х годов редакторские изменения на протяжении длительного времени были минимальны, летопись лишь пополнялась из года в год (погодное летописание). Владычное летописание велось почти без перерывов до 1430-х годов.
В XII — первой половине XV веков на основе Новгородской владычной летописи формируется текст Новгородской первой летописи, известной в двух изводах (редакциях). Старший извод представлен пергаменным Синодальным списком XIII—XIV веков, древнейшим из сохранившихся списков русских летописей. Младший извод сохранился в нескольких списках, самые ранние из которых относятся к 1440-м годам.

## Влияние
Текст Новгородской владычной летописи неоднократно использовался в новгородском летописании. Он стал одним из основных источников так называемого Новгородско-Софийского свода, в свою очередь послужившего протографом Новгородской четвертой и Софийской первой летописей. Новгородско-Софийский свод вошёл в общерусское летописание XV—XVI веков. Независимо Новгородская владычная летопись отразилась в Тверском летописном сборнике.